# KISS Symphony: Alive IV
KISS Symphony: Alive IV è il quinto album live dei Kiss, pubblicato il 22 luglio 2003. È il primo album pubblicato dalla band statunitense sotto l'etichetta discografica Sanctuary Records.

## L'album
L'album propone la registrazione di un concerto tenuto dai Kiss  il 28 febbraio 2003 nel Docklands Stadium di Melbourne. Per l'occasione il gruppo (che riproponeva Peter Criss alla batteria e Tommy Thayer come sostituto di Ace Frehley dopo l'abbandono da parte di quest'ultimo del gruppo) fu coadiuvato dalla Melbourne Symphony Orchestra. L'album è stato inoltre diviso in tre "atti": nelle prime sei tracce i Kiss suonano solamente con gli strumenti elettrici, nelle successive cinque suonano con gli strumenti acustici e con una parte dell'orchestra, mentre nelle tracce restanti (che occupano tutto il secondo disco), i Kiss suonano con gli strumenti elettrici e assieme a tutti i 60 membri dell'orchestra.
Sono state pubblicate due edizioni dell'album: una a disco singolo (contenente come traccia bonus una cover della canzone dei Ramones Do You Remember Rock 'n' Roll Radio? cantata da Eric Singer), e una a disco doppio.

## Tracce

### Edizione a disco doppio

#### Disco 1
1. Deuce
2. Strutter
3. Let Me Go, Rock 'n' Roll
4. Lick It Up
5. Calling Dr. Love
6. Psycho Circus
7. Beth
8. Forever
9. Goin' Blind
10. Sure Know Something
11. Shandi

#### Disco 2
1. Detroit Rock City
2. King of the Night Time World
3. Do You Love Me?
4. Shout It Out Loud
5. God of Thunder
6. Love Gun
7. Black Diamond
8. Great Expectations
9. I Was Made for Lovin' You
10. Rock and Roll All Nite

### Edizione a disco singolo
1. Deuce
2. Lick It Up
3. Calling Dr. Love
4. Beth
5. Goin' Blind
6. Shandi
7. Detroit Rock City
8. King of the Night Time World
9. Do You Love Me?
10. Shout It Out Loud
11. God of Thunder
12. Love Gun
13. Black Diamond
14. Great Expectations
15. Rock and Roll All Nite
16. Do You Remember Rock 'n' Roll Radio?

## Formazione
- Gene Simmons - Basso, voce principale o secondaria
- Paul Stanley - Chitarra ritmica, voce principale o secondaria
- Peter Criss - batteria, voce principale (Beth, Black Diamond) o secondaria
- Tommy Thayer - Chitarra solista

### Altri musicisti
- Eric Singer - batteria, voce principale (Do You Remember Rock 'n' Roll Radio?) o secondaria
- I musicisti dell'orchestra sinfonica di Melbourne